# 藤原能信
藤原 能信（ふじわら の よしのぶ、長徳元年〈995年〉 - 康平8年〈1065年〉）は、平安時代中期の公卿・歌人。藤原北家、摂政太政大臣・藤原道長の四男。官位は正二位・権大納言、贈正一位太政大臣。

## 経歴
寛弘3年（1006年）従五位上に直叙され、侍従に任ぜられる。右兵衛佐・五位蔵人を経て、寛弘8年（1011年）従四位下、長和2年（1013年）蔵人頭兼左近衛権中将に叙任される。
父・道長に似て勝気な性格だったらしく、寛弘6年（1009年）には異母姉である藤原彰子所生の敦良親王（後の後朱雀天皇）誕生を祝う儀式中に、同席した左近衛少将・藤原伊成を罵倒した挙句、加勢した能信の従者によって一方的に暴行を受けた伊成が憤慨して出家してしまうとの事件を起こしている。また、長和2年（1013年）の石清水八幡宮臨時祭の際、前大和守・藤原景斉、前加賀守・源兼澄、祭主・大中臣輔親、前加賀守・藤原為盛、高階成順、蔵人所雑色・源懐信らが牛車の中で奉幣の勅使を見物していたところに、能信が後から現れる。そこで、景斉らが能信に対して近くでの見物の許しを請うたところ、まず輔親と懐信を従者の手で牛車から引きずり出すと、次に景斉と兼澄の乗る牛車に対して従者に石を投げつけさせ、遂には景斉も牛車の外へ引きずり出して一方的に暴行させている。
道長には頼通・教通を生んだ源倫子（左大臣・源雅信の娘）と能信の母・明子という、主な夫人が2人いた。だが、倫子は道長の最初の室であると同時に当時の現職大臣の娘で道長の出世への助けになったのに対し、明子の父であった源高明は既に故人で、さらに安和の変で流罪になった人物であった。そのため、倫子所生の子供らは嫡子扱いを受けて目覚ましい昇進を遂げたのに対して、明子所生の子息（頼宗・顕信・能信・長家）は昇進面で差を付けられていた。既に長和2年（1013年）の時点で、明子所生の子息で議政官に達した者はいない中、頼通は内大臣、教通も権中納言の官職にあった。この状況の中で明子所生の兄弟は頼通と協調して自己の昇進を図ろうとしたのに対して、能信はそれを拒絶。公然と頼通と口論して父の怒りを買うことすらあったという。
長和3年（1014年）従三位に叙せられて公卿に列すと、長和4年（1015年）正三位、長和5年（1016年）従二位に叙せられ、寛仁元年（1017年）には参議を経ずに権中納言に任ぜられるなど、執政・藤原道長の子息として、急速に昇進を果たす。寛仁2年（1018年）正二位。
この間の長和3年（1014年）近江国にて強姦を企てた右近衛将監・藤原頼行の要請を受けて、一人の従者を加勢に派遣する。しかし、二人が山科で落ち合うと間もなく口論を始めて遂には「合戦」に及び、頼行により従者は射殺されてしまった。さらに長和5年（1016年）には、故右京進・藤原致行の妻（観峯女）を我が物にしようと女の家に押し入るが逆に身柄を拘束されてしまった大学助・大江至孝からの要請を受けて、従者を加勢に向かわせる。従者らは至孝を助け出すが、混乱の中で従者の一人が刺殺されてしまう。これを受けて、さらに多くの能信の従者が観峯女の家に殺到、略奪を尽くした上、女を拉致して能信の邸宅に連れ込もうとしたが、結局何らかの理由により解放している。この事件に対する道長の怒りは激しく、事件の翌日に弁解のために訪れた能信を追い払ってしまったという。
治安元年（1021年）異母弟の教通が内大臣に昇進するのと同時に、同母兄・頼宗と共に能信は権大納言に昇進する。翌治安2年（1022年）土地の所有権に関する争いに関連して、能信が教通の従者の厩舎人長を拉致監禁して暴行を加えると、今度は教通から能信の従者の家を破壊されるという報復を受けている。
長元5年（1032年）教通の子の信長の元服に際して加冠役を務める。それまでも妍子、威子と倫子腹の異母姉妹の中宮に中宮権亮・中宮権大夫として仕えていたが、長元10年（1037年）後朱雀天皇の中宮に三条天皇の皇女・禎子内親王（のち陽明門院）が決まると、中宮大夫に任じられてこれに仕える。既に頼通の養女・嫄子が天皇の新しい中宮としての入内が確定しているにもかかわらず、あえてその対立陣営に立った。加えて禎子内親王所生の尊仁親王（のち後三条天皇）の後見人も引き受けることになった。寛徳2年（1045年）に後朱雀天皇が重態に陥ると、能信は天皇に懇願して、尊仁親王を親仁親王（のち後冷泉天皇）の皇太弟にするよう遺詔を得たとされる。
だが、世間では頼通・教通兄弟がそれぞれ娘を後冷泉天皇の妃にしており、男子が生まれれば皇太子は変更されるだろうと噂され、春宮・尊仁親王やその春宮大夫となった能信への眼は冷たいものがあり、親王が成人しても娘を入内させる公卿はなかった。やむを得ず自分の養女（妻祉子の兄である藤原公成の娘）である茂子を立太子に際し添臥として入内させ、「実父の官位が低すぎる」という糾弾を能信が引き受けることで皇太子妃不在という事態を回避した。尊仁親王と茂子は仲睦まじく多くの子女を儲けることになる。
以後、20年にわたり春宮大夫として尊仁親王の唯一の支援者であり続けた能信は、尊仁親王の即位を見ることなくまた未来を託した茂子にも先立たれ、康平8年（1065年）2月9日薨去。同母兄の右大臣・藤原頼宗の急死で大臣への道が開かれたその僅か6日後のことであった。享年71。最終官位は権大納言兼春宮大夫正二位。
その3年後の治暦4年（1068年）後冷泉天皇が男子を遺さずに崩御すると、尊仁親王が即位（後三条天皇）する。続いて、延久4年12月（1073年1月）に茂子所生の皇子である白河天皇が即位した。翌延久5年（1073年）5月の後三条天皇崩御直前には能信は正一位・太政大臣の官位を贈られている。白河天皇は能信について必ず大夫殿と尊称したとされる。
なお、能信の養嗣子藤原能長（頼宗の子）は後三条・白河朝において内大臣にまで昇進したが、その子藤原基長は白河天皇の外戚であるにも関わらず、異母弟の輔仁親王（後三条天皇の寵愛を受けて遺命で将来の皇位継承者に指名されていた）を支持したことで天皇の不興を買い、官職も権中納言に留められて事実上失脚する。没落した能信流に代わって茂子の実家である閑院流が白河天皇の外戚として遇されるようになり、後世まで存続することになる。
後三条・白河両天皇による親政とその後の院政の開始は、摂関家による摂関政治を終焉に導くこととなった。

## 人物
長和4年（1015年）道長五十賀の屏風歌を詠む、あるいは長元3年（1030年）章子内親王著袴の後宴和歌の序を書き和歌を詠むなど、若い頃から歌人として多数の足跡が見られる。勅撰歌人として、『後拾遺和歌集』『続後拾遺和歌集』『新千載和歌集』に計3首の和歌作品が入集している。また、漢詩作品が『新撰朗詠集』に採録されている。
なお、少数説であるが、道長とその一族の歴史を鋭い視点で描いた『大鏡』の作者を能信とする説もある。舞を尾張兼時に師事していた。

## 官歴
『公卿補任』による。
- 寛弘3年（1006年） 12月5日：従五位上（元服日）、侍従
- 寛弘4年（1007年） 10月：右兵衛佐
- 寛弘7年（1010年） 2月16日：五位蔵人。11月28日：正五位下（枇杷第還御御一条院日）
- 寛弘8年（1011年） 2月1日：兼少納言。6月13日：五位蔵人。10月19日：従四位下
- 寛弘9年（1012年） 2月：兼中宮権亮（中宮：藤原妍子）
- 長和2年（1013年） 6月：左近衛権中将。9月16日：従四位上（行幸中宮次）。10月23日：蔵人頭
- 長和3年（1014年） 正月：兼近江権守。5月16日：従三位（行幸上東門院賞）。6月17日：兼左京大夫[12]
- 長和4年（1015年） 9月20日：正三位（枇杷第還御日賞）
- 長和5年（1016年） 正月：右近衛権中将。11月14日：従二位（大嘗会）
- 寛仁元年（1017年） 8月30日：権中納言
- 寛仁2年（1018年） 10月16日：兼中宮権大夫（中宮：藤原威子）。10月22日：正二位
- 寛仁4年（1020年） 9月19日：兼左兵衛督
- 治安元年（1021年） 7月25日：権大納言、中宮権大夫如元
- 長元6年（1033年） 2月20日：兼按察使 (日本)
- 長元8年（1035年） 10月14日：兼中宮大夫
- 長元9年（1036年） 9月6日：止中宮大夫
- 長元10年（1037年） 2月13日：兼中宮大夫（中宮：禎子内親王）。3月1日：兼皇后宮大夫
- 寛徳2年（1045年） 正月16日：兼春宮大夫（春宮：尊仁親王）
- 康平8年（1065年） 2月9日：薨去（権大納言兼春宮大夫正二位）
- 延久5年（1073年） 5月6日：贈太政大臣、正一位（白河天皇外祖）

## 系譜
『尊卑分脈』による。
- 父：藤原道長
- 母：源明子 - 源高明の女、盛明親王養女
- 妻：藤原祉子 - 藤原実成の女
- 妻：藤原周子[13]（帥殿の御方） - 中宮藤原彰子女房、藤原伊周の女
- 生母不詳の子女
  - 男子：藤原有家
- 養子女
  - 養子：藤原能長（1022-1082） - 甥、兄藤原頼宗の四男
  - 養女：藤原茂子（?-1062） - 妻祉子の兄藤原公成の女、尊仁親王（後三条天皇）御息所、贈皇太后、白河天皇生母

## 関連作品
小説
- 永井路子『望みしは何ぞ』中央公論社、1996年。 ※『永井路子歴史小説全集』第6巻、中央公論社、1995年に収録あり。
  - 『望みしは何ぞ : 王朝—優雅なる野望』中央公論新社〈中公文庫〉、1999年。 ※副題を加えた文庫化。
  - 『望みしは何ぞ : 道長の子・藤原能信の野望と葛藤』朝日新聞出版〈朝日時代小説文庫〉、2024年。 ※副題を変更した文庫再刊。

マンガ
- 瀧波ユカリ『あさはかな夢みし』講談社〈アフタヌーンKC〉、2014年。

テレビドラマ
- 『光る君へ』（2024年、NHK大河ドラマ、演：秋元龍太朗）